# Leibliche Aufnahme Mariens in den Himmel

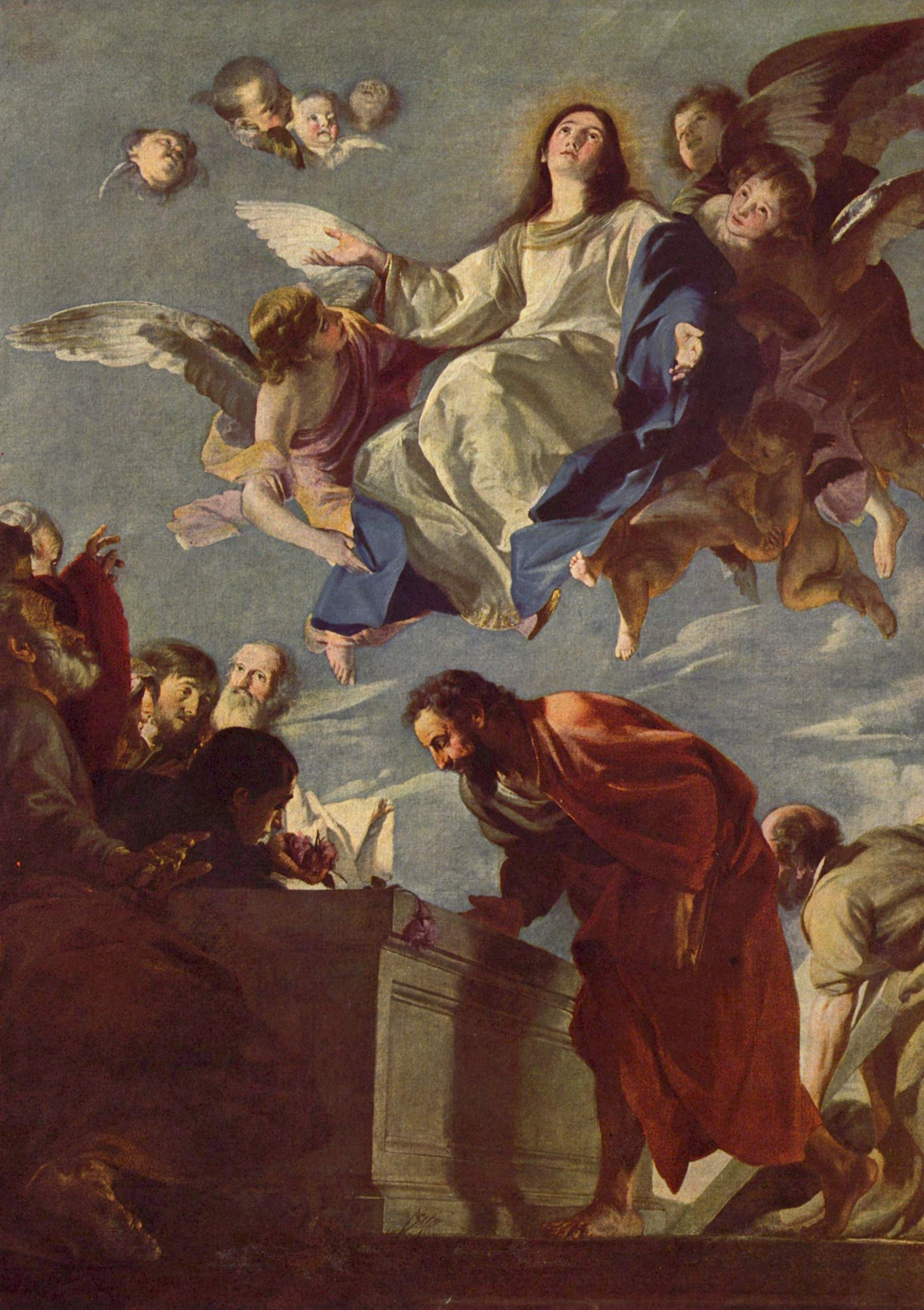
Mateo Cerezo d. J.: Himmelfahrt Mariens, um 1650

Die leibliche Aufnahme Mariens in den Himmel ist ein am 1. November 1950 durch Papst Pius XII. verkündetes Dogma der römisch-katholischen Kirche. Die Dogmatisierung wurde in der apostolischen Konstitution Munificentissimus Deus bekanntgegeben. Diese Verlautbarung war die bisher einzige Inanspruchnahme der dem Papsttum im Jahre 1870 zugesprochenen Unfehlbarkeit. Die Kernaussage des Dogmas ist, dass Maria, die Mutter Jesu, wegen ihrer einzigartigen Verbindung mit der Erlösungstat Jesu Christi als die „Ersterlöste“ an der Auferstehungsgestalt Christi teilnimmt.

## Dogma

### Definition
Die Definition des Dogmas in Munificentissimus Deus lautet:

„Wir verkünden, erklären und definieren es als ein von Gott geoffenbartes Dogma, dass die Unbefleckte, allzeit jungfräuliche Gottesmutter Maria nach Ablauf ihres irdischen Lebens mit Leib und Seele in die himmlische Herrlichkeit aufgenommen wurde.“

Papst Paul VI. fasste das Dogma von der leiblichen Aufnahme Mariens in den Himmel so im Credo des Gottesvolkes  vom 30. Juni 1968 zusammen:

„Verbunden in einer ganz innigen und unauflöslichen Weise mit dem Geheimnis der Menschwerdung und Erlösung, wurde die allerseligste Jungfrau, die unbefleckt Empfangene, am Ende ihres irdischen Lebens mit Leib und Seele in die Herrlichkeit des Himmels aufgenommen und – in Vorausnahme des künftigen Loses aller Gerechten – ihrem auferstandenen Sohne in der Verklärung angeglichen.“

Das Dogma kann als logische Folgerung aus dem Dogma der unbefleckten Empfängnis Mariens angesehen werden, in dem ausgesagt wird, dass Maria ohne Erbsünde empfangen wurde: Da Maria, die Mutter Jesu, schon vor der Geburt von jedem Makel der Erbsünde bewahrt worden sei, habe sie bereits zu Lebzeiten auf der Erde dem göttlichen Bild des Menschen voll und ganz entsprochen, sodass sie beim Übergang ins ewige Leben keiner Läuterung mehr bedürfe. Maria nehme das vorweg, was alle Gerechten bei der Auferstehung am Jüngsten Tag erwartet. Der Vollendung des irdischen Lebens folgte die Aufnahme in das Himmelreich mit Leib und Seele.

### Geschichte
In der Ostkirche kennt man seit dem 6., im Westen seit dem 7. und 8. Jahrhundert das Fest der Entschlafung Marias (Koimesis bzw. Dormitio). Als lehramtliche Äußerung in der lateinischen Kirche werden die von Papst Alexander III. in seinem Brief Ex litteris tuis aus dem Jahr 1169 hervorgehoben, in dem es heißt: „Maria […] migravit sine corruptione“; zudem die Aufnahme entsprechender Texte bei der Brevierreform durch Papst Pius V. (1568).
Papst Pius XII. wandte sich am 1. Mai 1946 an alle Bischöfe mit der Bitte um ein Votum, ob die leibliche Aufnahme Mariens als Dogma zu verkündigen sei. Die Anfrage wurde zuerst als Brief veröffentlicht und später in den Acta Apostolicae Sedis als Enzyklika Deiparae Virginis Mariae gedruckt. Das Ergebnis (22 Gegenstimmen bei 1181 Bischöfen) ermutigte ihn, die Lehre von der leiblichen Aufnahme Mariens dogmatisch zu verkündigen.
Die Orthodoxie teilt den im Dogma festgehaltenen Glauben, steht aber „vor allem unter dem formalen Gesichtspunkt der Inanspruchnahme der päpstlichen Autorität und Unfehlbarkeit in Distanz“ zu dieser Lehraussage.

## Begründung

### Historische Zeugnisse
Gerhard Ludwig Müller schreibt unter Verweis auf den Kirchenvater Epiphanios (um 375), dass historisch sichere Nachrichten über Ort, Zeitpunkt und Art des Todes Mariens nicht bekannt sind.

### Biblische Begründung
Für die leibliche Aufnahme Marias in den Himmel „gibt es kein direktes biblisches Zeugnis“.
In der Theologie ist es umstritten, inwieweit das Dogma „als explizit oder implizit geoffenbart zu gelten habe, ob es formell oder bloß virtuell in der Hl. Schrift enthalten sei“.
Die katholische Dogmatik führt u. a. folgende Belegstellen als Anklänge an:
- „Erheb dich, Herr, komm an den Ort deiner Ruhe, du und deine machtvolle Lade!“ (Ps 132,8 EU). Die hier erwähnte, aus unverweslichem Holz gefertigte Bundeslade sei als Wohnung Gottes auf Erden ein Bild des unverweslichen Leibes Mariens.
- „Der Tempel Gottes im Himmel wurde geöffnet, und in seinem Tempel wurde die Lade seines Bundes sichtbar.“ (Offb 11,19 EU)
- „Wer ist die, die aus der Steppe heraufsteigt, auf ihren Geliebten gestützt?“ (Hld 8,5 EU)

Auch die sonnenumkleidete Frau aus der Apokalypse des Johannes (Offb 12,1 ) und die Gnadenfülle Mariens (Lk 1,28 ) werden als Hinweise auf die leibliche Aufnahme und Verherrlichung Mariens gedeutet.

## Erläuterung

### Positiver Gehalt
Die Aufnahme Mariens in den Himmel bedeutet, „dass sie nach Beendigung ihres irdischen Lebens in den Zustand gelangt ist, in den die übrigen Gläubigen erst nach der Auferstehung am Jüngsten Tag kommen werden“ bzw. in den Zustand, in den die am Jüngsten Tag lebenden Menschen verwandelt werden.
Als Kernaussage des Dogmas wird angesehen, dass Maria auf Grund ihrer einzigartigen Verbindung mit der Erlösungstat Christi „auch an der Auferstehungsgestalt Christi als die Ersterlöste und Vollerlöste teil[nimmt]. So ist sie Typus der ganzheitlichen Hinordnung des Menschen auf Gott […] [und] die prototypisch und exemplarisch Erlöste“.

### Offen gelassene Fragen
- Das Dogma lässt die theologisch kontroverse Frage offen, ob Maria gestorben und die Aufnahme eine Vorwegnahme der allgemeinen Auferstehung ist, oder ob „die Aufnahme als Vorereignis der Verwandlung der bei der Wiederkunft Christi noch Lebenden zu verstehen ist.“[10]
- Das Dogma lässt auch die Frage offen, wie die Identität des verklärten und des irdischen Leibes Mariens zu sehen ist.[11] Maria soll „einfach als […] Vorverherrlichte gekennzeichnet sein“.[11] Es besteht insoweit „keine direkte Parallele zur Frage nach der Einheit des irdischen und des verklärten Leibes Jesu“, die „durch die pneumatische Leiblichkeit Jesu in den Ostererscheinungen manifestiert“ ist.[1]
- Ebenso bleibt offen, ob auch andere Heilige das Privileg einer Vorverherrlichung genießen.[1][11]

## Liturgie
Die römisch-katholische Kirche feiert dieses Glaubensgeheimnis am Hochfest Mariä Aufnahme in den Himmel (umgangssprachlich auch Mariä Himmelfahrt) am 15. August.